# Pierre Neuville
Pierre Neuville, né le 2 janvier 1943, est un homme d'affaires retraité. Joueur de poker passionné mais amateur et récréationnel belge. Il est également connu pour avoir créé le jeu de société « Eddy Merckx : le Jeu » en 1969. 
Il est l'un des 9 finalistes du Main Event des World Series of Poker 2015. Alors âgé de 72 ans, il est le joueur le plus âgé de l'histoire à parvenir en table finale du Main Event WSOP. Il est aussi le premier belge à y parvenir.

## Biographie
Pierre Neuville est né en 1943 à Montigny-le-Tilleul en Belgique. Il découvre le poker en 1957 et joue pendant six ans quand il étudie à l'Université Libre de Bruxelles.
En 1969, il invente un jeu de société du nom d'Eddy Merckx, s'inspirant du coureur cycliste. Il fonde une entreprise de jouets, qu'il vend au géant américain Hasbro en 1982 ; il reste cependant vice-président de sa compagnie pendant dix ans. Le jeu connaîtra de nombreuses rééditions. 
En 1993, il s'oriente dans un autre domaine. Il ouvre un service de consultation personnelle, certains de ses clients sont des célébrités tels le joueur de tennis de table belge Jean-Michel Saive, le golfeur Gary Player ou encore Kevin Costner. Il se retire de cette activité en 2008 quand il prend sa retraite à la suite d'ennuis de santé et se consacre à sa carrière de joueur de poker.
En 2018, il sort son livre « Offrez-vous le bonheur », mêlant conseils de vie et autobiographie.

## Carrière de joueur
Son premier résultat en tournoi arrive en novembre 2007 quand il termine 31e au Championnat de poker belge, il remporte par la même occasion 5 022 €. En janvier 2008, Neuville joue le tournoi principal du PokerStars Caribbean Adventure où il termine 18e sur 1 136 participants. Il se constitue une bankroll de 48 000 € à la suite de ce résultat. Il finit à 16 reprises dans les places payées en tournois européen (EPT) et fait 3 tables finales. Neuville établi un record sans précédent en se qualifiant consécutivement pour 23 de ces tournois, ce qui lui vaut le titre de meilleur joueur de l'année sur des satellites en ligne et le surnom sur PokerStars de Qualifier en série (PokerStars Serial Qualifier).
Dans un  discours d'acceptation pour la reconnaissance de l'ensemble de sa carrière, Neuville déclare : « Le meilleur est à venir ». En effet, 4 mois plus tard, à 72 ans le joueur belge se qualifie pour la table finale du Main Event des World Series of Poker. Cette table finale se joue en novembre. Il cherche alors un sponsor « de préférence belge » pour cet événement très couvert médiatiquement.
Débutant la session quatrième en jetons, il perd deux coups clefs avec Q♠ Q♣ contre K♥ 9♥ de Thomas Cannuli, qui touche couleur à la turn et A♣ K♥ contre 4♥ 4♣ de Neil Blumenfield donnant brelan au flop et full par la suite. Se retrouvant short stack de la table, il pousse ses derniers jetons contre le futur vainqueur Joe McKeehen avec A♣ J♣ contre J♥ 6♥ pour ce dernier, une couleur à cœur tombe sur la river mettant fin au parcours du belge. Il finit septième et gagne la somme de 1 203 293 $ lors de ces WSOP.
En 2016, il fonde une équipe de joueurs de poker amateur Dental-Suite Poker Team co-financé par une clinique dentaire basée à Cologne.
Neuville s'est fait connaitre sur PokerStars  pour son record de 23 qualifications consécutives pour le main event EPT. Il a été aussi le membre le plus âgé de l'équipe en tant que Friend of PokerStars. 
Il conseille dans tous ses écrits et ses messages sociaux et privés de ne pas considérer le poker comme un potentiel métier pour les jeunes joueurs « Le poker est un merveilleux délassement, jeu, hobby, passion pour tous » et surtout il le recommande aux 200 millions de seniors qui ont le temps et les moyens financiers d'un hobby assez coûteux. Aux jeunes il répond : « apprenez d'abord un bon métier, le poker n'est pas une profession rentable pour au moins 99,9 % des joueurs. Personnellement je n'ai jamais vécu du poker, j'essaie seulement que ma bankroll me permette de jouer jusqu'à mon dernier jour. » 

### Palmarès
- 385 041 $ en 2014 WSOP Événement 24
- 384 245 $ en 2009 EPT de Vilamoura
- 290 693 $ en 2012 EPT de Copenhague
- 1 203 293 $ en 2015 WSOP Main Event

### Classement
Pierre Neuville est actuellement le 2e Belge en termes de gains, ayant remporté 4 573 502 $.